# 日让
日让（法語：Gigean，法語發音：[ʒiʒɑ̃]）是法国埃罗省的一个市镇，位于该省中南部偏东，属于蒙彼利埃区。

## 地理
日让（43°29'59"N, 3°42'40"E）面积16.56 平方千米，位于法国奧克西塔尼大區埃罗省，该省份为法国南部沿海省份，南濒地中海，西南接奥德省，西北接塔恩省和阿韦龙省，东北与加尔省接壤。
与日让接壤的市镇（或旧市镇、城区）包括：旧巴拉吕克、库尔农塞克、法布雷格、弗龙蒂尼昂、蒙巴赞、普桑、维克拉加尔迪奥勒。

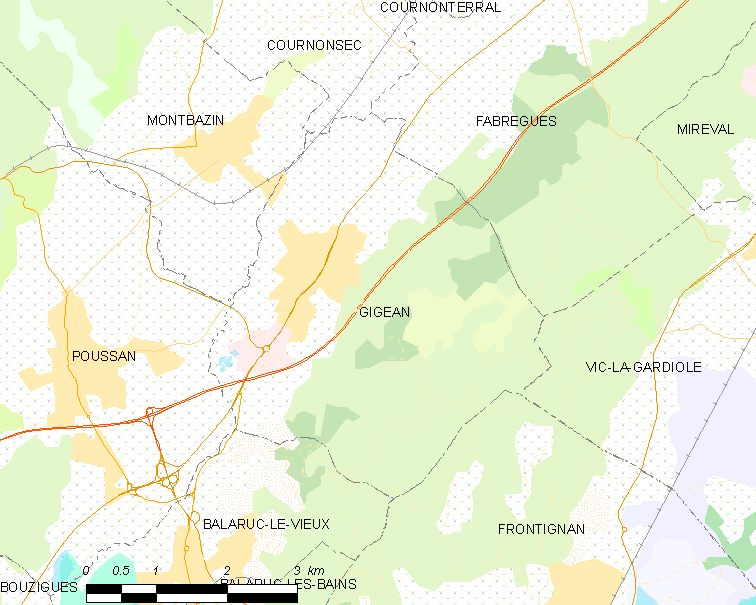
日让的OSM定位图

日让的时区为UTC+01:00、UTC+02:00（夏令时）。

## 行政
日让的邮政编码为34770，INSEE市镇编码为34113。

## 政治
日让所属的省级选区为弗龙蒂尼昂县。

## 人口

1962-2008年间日让人口变化图示

日让于2022年1月1日时的人口数量为6559人。